# César Jiménez Jiménez
César Jiménez Jiménez es un exfutbolista español (nacido en Ávila el 28 de noviembre de 1977). Se desempeñaba en la posición de defensa central.

## Trayectoria
Empezó a jugar en el Real Ávila de su localidad natal. Con 15 años, se marchó al Real Madrid donde pasó cinco temporadas. Poco después se marchó al filial del Real Zaragoza, llegando a debutar en Primera División con el primer equipo en la decimoctava jornada de la temporada 2000-2001 frente a Osasuna en La Romareda, que acabó con victoria local por cuatro a dos y en el que además marcó su único gol en Primera División.
El 14 de marzo de 2007 anunció su retirada del fútbol al no poderse recuperar de la grave lesión de rodilla tras una violenta entrada, no sancionada, de Luís Figo producida en el partido Real Madrid - Real Zaragoza disputado el 16 de enero de 2005.

## Clubes
| Club                 | País   | Año         |
| -------------------- | ------ | ----------- |
| Real Madrid Castilla | España | 1997 - 1998 |
| Real Zaragoza "B"    | España | 1998 - 2002 |
| Real Zaragoza        | España | 2000 - 2002 |
| Almería (cedido)     | España | 2002 - 2004 |
| Real Zaragoza        | España | 2004 - 2007 |

## Palmarés

### Campeonatos nacionales
| Título              | Club          | País   | Año  |
| ------------------- | ------------- | ------ | ---- |
| Copa del Rey        | Real Zaragoza | España | 2001 |
| Supercopa de España | Real Zaragoza | España | 2004 |